# شوتو مینامی
شوتو می‌نامی (انگلیسی: Shuto Minami؛ زادهٔ ۵ مهٔ ۱۹۹۳) بازیکن فوتبال اهل ژاپن است.
از باشگاه‌هایی که در آن بازی کرده‌است می‌توان به باشگاه فوتبال توکیو وردی اشاره کرد.